# دراما يابانية
الدراما التلفزيونية اليابانية (باليابانية: テレビドラマ) أو الدوراما  (باليابانية: ドラマ) تشير إلى المسلسلات التلفزيونية أو درامات تلفزيونية التي هي باللغة اليابانية، وتنتج في اليابان.
اما الدراما التقليدية (المسرح الياباني) فقد اشتهرت بنوعيها الشعبي والكلاسيكي.

## الدراما المسرحية

### الدراما الشعبية
فتتميز بالملابس المعقدة، والتمثيل ذي الأسلوب النمطي، والحوار الإيقاعي. ويبرز فيها الرقص والموسيقى.

### الدراما الكلاسيكية
تطورت الدراما الكلاسيكية مثل الشعبية منذ القرن السابع عشر، ولكن الكلاسيكية تميزت بتجميل الوجه بشكل حيوي وملابس مثيرة وأدوات، إضافة للحركات الدرامية التي تشمل مبارزة بالسيوف والرقص وحتى طيران الممثلين من وإلى الصالة فوق الجمهور، وتميزت كذلك بالرقصات الطقسية المرتبطة بديانة الشينتو والبوذية القديمتين.

### تاريخ

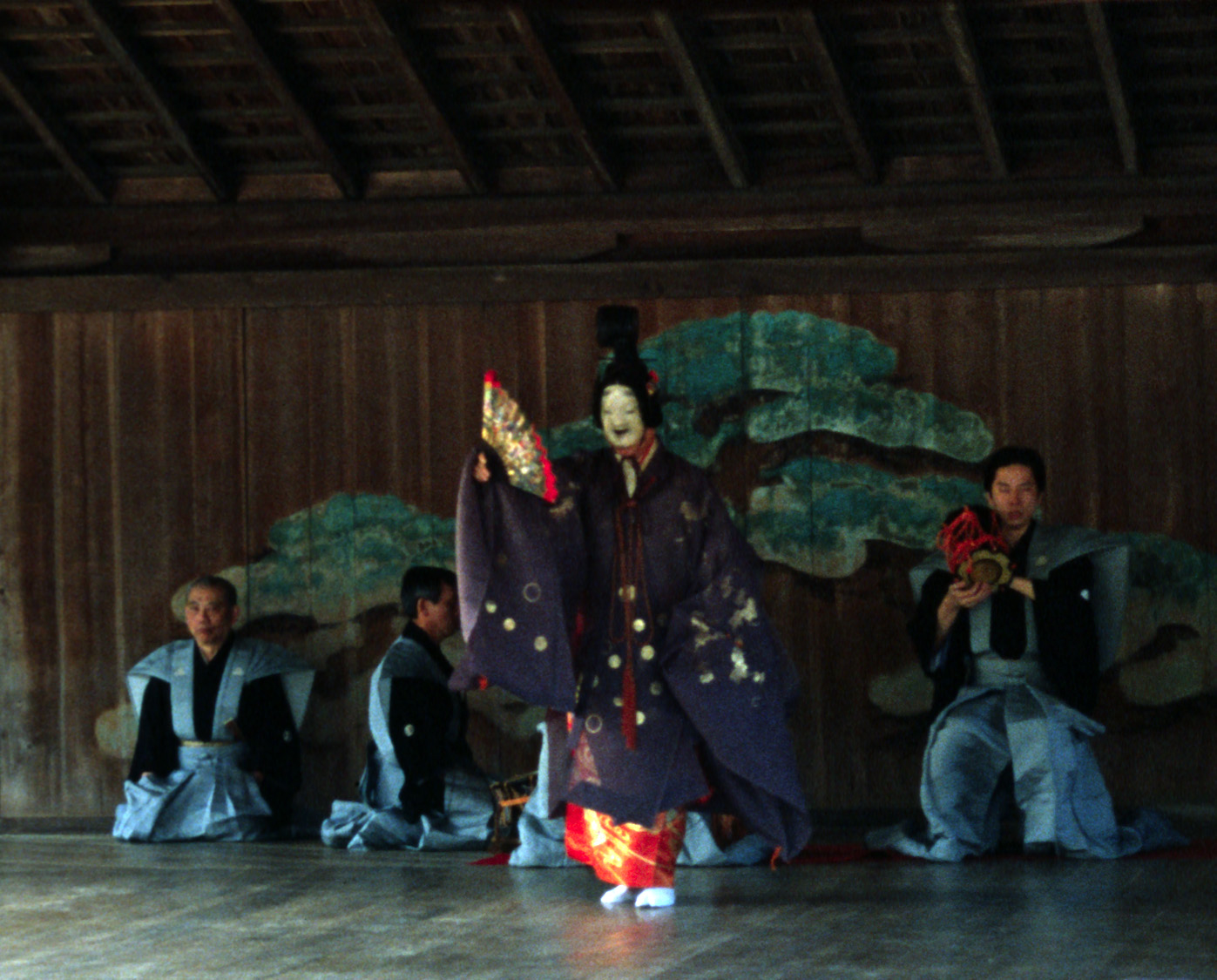
مسرح النو الياباني

وتسمى الدراما اليابانية نو، وتختلف عن الدراما الغربية دراما النو اليابانية هي فن مسرحي ذو مستوى عال وتاريخها يعود إلى 700 عام. النو الغني برموزه، تعود جذوره إلى طقوس الشنتو القديمة والمقدمة على مسرح ذو سقف يشبه معبد الشنتو. الفنانون يلبسون الأقنعة، والملابس عادة غنية وبهية لأنها مرتبطة بالدين والأدب معاً، ومسرحها صغير جدا لا تزيد مساحته على عشرين قدماً مربعاً، وهو مفتوح من ثلاث جهات بحيث يجلس الموسيقيون في صدر المسرح، والمغنون عن اليمين، وفي المؤخرة صورة لشجرة الصفصاف من غير ديكور.
أما الممثلون فيقومون بعملهم بحذق ومهارة.
يدل على ذلك لفظ نو التي تعني الحذق وهي أقدم دراما موسيقية يابانية يعود تاريخه للقرن الرابع عشر. والقناع في الدراما التقليدية اليابانية يكشف عن الروح، وليس إخفاء للهوية.
والحوار محفوظ تماما، وكله رموز لا يفهمه إلا خيرة اليابانيين، ولهذا طالب الشعب بمسرحيات الكابوكي التي هي الدراما الشعبية.
و الكابوكي أصل مسرح العرائس لأنه شعبي. الكابوكي لون من ألوان المسرح الغنائي الموسيقي الدرامي الياباني، وهو فن يقابل الأوبرا الأوروبية، حيث تتعاون فنون المسرح من تمثيل وديكور وملابس ومكياج وإضاءة.
.. إلخ.
يقدم هذا العرض المسرحي بالأسلوب الياباني التقليدي. وعروض الكابوكي تكون مصاحبة بالغناء والإلقاء المنغم والحركة التعبيرية المسرحية، أما المواضيع فهي من الدراما والأساطير والمأثورات الشعبية اليابانية، وكلها تكون مصاحبة بالآلات الموسيقية التقليدية الشعبية اليابانبة المتنوعة، خاصة آلات الطرق من الطبول المختلفة الأشكال والأحجام، والمصفقات والصاجات والجلاجل والصلاصل والجونجات اليابانية المتميزة وغيرها.
إلا أن الدراما الشعبية الكابوكي بدأت تضمحل منذ القرن التاسع عشر حين تدفقت الترجمات الغربية إلى الدراما اليابانية.
اما في ايامنا هذه، هذا الفن الكلاسيكي يقدم في مسرح طوكيو الوطني للنو، هوشو نو غاكودو، كانزيه نو غاكودو، وفي كيتا نوغاكود.. وفي منطقة كانساي فالنو يقدم في مسارح كانزيه كايكان في كيوتو وفي اوساكا نو غاكو كايكان.
وفي المقابل، فإن النو يمكن الإستمتاع به بشكل أفضل
في الصالات المفتوحة والمضاءة بالمشاعل في المعابد.

## الدراما المتلفزة
الدراما التلفزيونية اليابانية (テ レ ビ ド ラ マ ، terebi dorama ، دراما تلفزيونية) ، وتسمى أيضًا الدراما (ド ラ マ) ، هي برامج تلفزيونية أساسية في التلفزيون الياباني يتم بثها يوميًا. تنتج جميع شبكات التلفزيون الرئيسية في اليابان مجموعة متنوعة من المسلسلات الدرامية بما في ذلك الرومانسية والكوميدية والقصص البوليسية والرعب والجيدايجيكي والإثارة وغيرها الكثير. يتم أيضًا بث حلقة واحدة، من دراما «تانباتسو» التي عادة ما تستغرق ساعتين. للمناسبات الخاصة، قد تكون هناك دراما من حلقة واحدة أو حلقتين مع موضوع محدد، مثل تلك التي تم إنتاجها في عام 2015 للاحتفال بالذكرى السبعين لنهاية الحرب العالمية الثانية.
يتم بث المسلسلات الدرامية اليابانية في مواسم مدتها ثلاثة أشهر: الشتاء (يناير-مارس)، الربيع (أبريل-يونيو)، الصيف (يوليو-سبتمبر)، الخريف أو الخريف (أكتوبر-ديسمبر). قد تبدأ بعض المسلسلات في شهر آخر على الرغم من أنه لا يزال من الممكن اعتبارها سلسلة من موسم معين. يتم بث غالبية الأعمال الدرامية خلال أيام الأسبوع في المساء حوالي الساعة 9 مساءً حتى 11 مساءً. تبث عادة الدراما النهارية يوميًا، ويمكن بث حلقات من نفس الدراما يوميًا لعدة أشهر، مثل مسلل أسادورا الذي يبث على هيئة الإذاعة والتلفزيون اليابانية، . يتم بث الدراما المسائية أسبوعيًا وعادة ما تكون مدتها من عشر إلى أربع عشرة ساعة.
في كثير من الحالات، بدلاً من أن تكون عرضية، تكون المسلسلات الدرامية متسلسلة، مع قصة واحدة تدور في جميع الحلقات. نظرًا لأنها ذات طول ثابت، فإن الدراما لها نهاية محددة، وبما أنها طويلة نسبيًا، فيمكن استكشاف الشخصية والموقف والحوار المثير للإهتمام بطريقة أقل احتمالا في معظم الأفلام. من الناحية الهيكلية، يمكن مقارنة الأعمال الدرامية اليابانية بالمسلسلات الأمريكية أو البريطانية. نادرا ما يتم إلغاء الأعمال الدرامية في منتصف الموسم، لكنها عادة لا تستمر في الموسم التالي، حتى لو كانت شائعة للغاية. ومع ذلك، غالبًا ما تؤدي الأعمال الدرامية الشعبية إلى ظهور «عروض خاصة» يتم إجراؤها بعد الحلقة الأخيرة إذا كان العرض قد حقق نجاحًا كبيرًا. بعض الأنواع مثل الجيدايجيكي، إجراءات الشرطة، أو الأعمال الدرامية العائلية، مع ذلك، تتميز بمسلسلات عرضية أو تستمر في بعض الأحيان لسنوات متتالية، مثل ميتو كومون، تايو ني هويرو! أو واتارو سيكن وا أوني بكاري
من سمات الدراما اليابانية التي تميزها أن كل حلقة يتم تصويرها عادة قبل بضعة أسابيع (من أسبوعين إلى ثلاثة) قبل بثها. تمكن العديد من المعجبين من زيارة ممثليهم المفضلين أثناء تصوير مشاهد العرض.

### الدراما العصرية
يربط الكثير من الناس الدراما اليابانية اليوم بالأسلوب الحديث لكتابة السيناريو الذي صاغ مصطلح «الدراما العصرية».إن الإلهام الذي أعتمد عليه في للعديد من الأعمال الدرامية اليابانية هو البرد الكبير (فيلم) (1983) وفيلم حريق سانت إلمو (1985). تم اختراع الصيغة «العصرية» في أواخر الثمانينيات عندما قرر كتاب السيناريو الوصول إلى جمهور التلفزيون بموضوعات تغطي الحياة الواقعية لليابان، في وقت كان فيه اليابانيون يعيشون في فقاعة إقتصادية.في بداية التسعينيات تم تحسين الصيغة «العصرية»، عندما تغيرت حبكة القصة مع الزمن. من خلال المراهنة على قضايا أكثر صعوبة، بما في ذلك عنف المراهقين، وإساءة معاملة الأطفال، والحياة الأسرية الحديثة، يتم تعديل صيغة الدراما العصرية لتناسب الذوق المتغير لمشاهدي التلفزيون. حتى اليوم، فإن نجاح الدراما اليابانية هو نتيجة التمسك بصيغة الدراما العصرية. توظف العديد من هذه العروض ممثلين شباب يستخدمونها كنقاط انطلاق لمشاريع أكبر.
على الرغم من أن بعض الناس يعتبرون عروض سوبر سنتاي وتوكوساتسو من النوع الدرامي، إلا أنها لا تتناسب مع التعريف «العصري». بشكل عام، معظم الأعمال الدرامية المسائية التي يتم بثها في الوقت الحاضر هي «دراما عصرية»، ولا ينطبق المصطلح على الأنواع الأخرى من الدراما مثل أسادورا.

### الفرق في التركيز بين الشبكات
الدراما التي يتم بثها على تلفزيون فوجي وشبكة تلفزيون نيبون وطوكيو برودكاستنغ سيستم هي الأكثر شعبية بشكل عام في أي موسم كان.
يُعرف تلفزيون فوجي على نطاق واسع بأنه مخترع صيغة الدراما. خلال الثمانينيات والتسعينيات من القرن الماضي، شاع على تلفزيون فوجي الأعمال الدرامية العصرية باستخدامه للممثلين والممثلات الشباب ذو الشعبية الكبيرة. شبكة دراما التاسعة مساءً. تطلق هذه العبارة على الأعمال الدرامية التي تُعرض في ليالي الإثنين أو اسم «جيتسوكو» (وهي عبارة مختصرة تعني الاثنين الساعة 9)، والتي كانت تدور أحداثها حول قصص الحب التقليدية. على الرغم من أنها كانت شائعة في الفترة الزمنية الماضية والتي جلبت فيها الدراما تقييمات عالية بشكل عام خلال عرضها، لكن يبدو أن شعبية مسرحيات «جيتسوكو» قد تراجعت في السنوات الأخيرة، حيث لم تتجاوز معظم الأعمال الدرامية تقييم 20٪ في المتوسط. كما تخلت معظم الأعمال الدرامية عن «جيتسوكو» نسق قصة الحب التقليدية.
شبكات التلفزيون اليابانية الأخرى لها تركيزها الخاص. يركز تلفزيون أساهي، على سبيل المثال، بشكل كبير على قصص الجديجيكي والجريمة (الأمثلة الشهيرة على هذا الأخير هي المسلسل الطويل المدى محقق طوكيو دوو، الآن في موسمه التاسع عشر. وكذلك كاسوكن نو أونا، الآن في موسمه التاسع عشر). تبذل هيئة الإذاعة والتلفزيون اليابانية مزيدًا من الجهد في البرمجة التي تصل إلى فئة ديموغرافية أكبر سنا، مع التركيز في الغالب على عروض الفترة الملحمية ذات الأهمية التاريخية، في الغالب مع ممثلين من النجوم، تحت مسمى دراما التايغا ، بالإضافة إلى الأعمال الدرامية الملهمة التي تركز على بطل أو بطلة شابة قوية الإرادة .

### موضوع الموسيقى والموسيقى الخلفية
تحدد موسيقى الموضوع والموسيقى الخلفية النغمة العامة للمسلسلات الدرامية اليابانية. عادة ما تبدأ معظم الأعمال الدرامية بدقيقة أو دقيقتين من الموسيقى الرئيسية خلال الإفتتاحية. كما تحتوي الأعمال الدرامية الأخرى، على الأقل على لحن جذاب في البداية، ثم عرض اسم المسلسل لبضع ثوان، ثم من دقيقة إلى دقيقتين من موسيقى الموضوع خلال الختامية. يتم وضع موسيقى الخلفية واستخدامها في النقاط الإستراتيجية للحلقة لضبط الحالة المزاجية.
هناك نوع فرعي من عشاق الدراما اليابانيين الذين هم أيضًا معجبون كبيرون بالموسيقى التصويرية الأصلية للدراما. تعمل معظم شبكات التلفزيون مع شركات الموسيقى لإنتاج مقاطع صوتية أصلية. تتم كتابة معظم الموسيقى الافتتاحية والختامية خصيصًا للمسلسلات الدرامية، بينما يتم ترخيص الموسيقى الأخرى من مصادر أخرى. تقوم شبكة التلفزيون بإصدار القرص المضغوط الأصلي للموسيقى التصويرية، عادةً بعد أسابيع قليلة من بدء الدراما. غالبًا ما يتم غناء الموضوعات الختامية بواسطة مغني أو فرقة موسيقى البوب الشهيرة.
تنتج هيئة الإذاعة والتلفزيون اليابانية موسيقاها الخاصة وهي واحدة من شبكات التلفزيون اليابانية الوحيدة التي لديها أوركسترا خاصة بها. تمت كتابة وإنتاج معظم الموسيقى الموضوعية التي تم سماعها في دراما التايغا والأسادورا في المنزل.
في السنوات الأخيرة، تم ترخيص العديد من الأغاني ذات الطابع الخاص من مصادر خارج اليابان. في بعض الحالات، تم ترخيص الأغاني المميزة من بعض أكبر الأسماء في صناعة التسجيلات الغربية. هذه الممارسة لها عيوب. عندما يتم ترخيص الدراما اليابانية خارج اليابان، يصبح ترخيص الموسيقى الموضوع مكلفًا للغاية. على سبيل المثال، في دراما فوجي تي في مسلسل دينشا أوتوكو، كان لابد من استبدال الأغنية الافتتاحية وبعض موسيقى الخلفية في الإصدار الذي تم بثه على شبكة نيبون جولدن نتورك لأنهم لم يتمكنوا من الحصول على حقوقها.

### أهمية التصنيفات
كما هو الحال في العديد من البلدان الأخرى، يمكن القول أن التلفزيون الياباني هو أهم نوع من وسائل الإعلام. أظهر استطلاع أجرته هيئة الإذاعة والتلفزيون اليابانية، في عام 2000، أن 95٪ من اليابانيين يشاهدون التلفزيون كل يوم. وقال 86٪ إنهم يعتبرون التلفزيون وسيلة لا غنى عنها، وقال 68٪ نفس الشيء في الصحف. هناك أشكال أخرى من الوسائط التي يمكن استخدامها للترويج للمنتجات والخدمات، مثل الإنترنت.حيث تحتوي معظم شبكات التلفزيون، مثل فوجي تي في حيث يتم تشغيل نظام شبكة فوجي، على موقع ويب متدفق عبر الإنترنت. ومع ذلك، يعتقد شينجي تاكادا، المدير التنفيذي لتلفزيون نيبون، أنه على الرغم من أن الإنترنت تحظى بشعبية بين عشاق الدراما، «نحن لا نعتبر النطاق العريض من وسائل الإعلام الرئيسية. لن يحدث أبدًا. النطاق العريض هو وسيلة تكميلية.»
يتم حتساب تصنيفات التلفزيون من قبل العديد من شركات الابحاث. فيديو ريسيرتش المحدودة هي أكثر الشركات موثوقية. حيث أن الكير من شبكات التلفزيون والمعلنين ومتابعي الدراما اليابانية تستخدم الإحصائيات من هذه الشركة. تركز التصنيفات على منطقتي كانتو (طوكيو) وكانساي (أوساكا)، والتي يُعتقد أنها تمثل تمثيلًا جيدًا لما تشاهده معظم اليابان. تتاح التصنيفات لعامة الناس كل يوم أربعاء.

#### نظام التصنيف
نظام التصنيف بسيط للغاية. جميع شبكات التلفزيون اليابانية الكبرى هي من تشكل سوق التلفزيون، لذلك يجب على شركة الأبحاث تحديد حجم الجمهور العادي. يتم تحديد حجم الجمهور باستخدام عاملين: مقدار المحتوى الذي يتم إرساله والمقدار الذي يتم تلقيه، حيث يختلف حجم السوق من شركة إلى أخرى. يتم حساب عدد المشاهدين لحلقة معينة باستخدام مجموعة متنوعة من طرق الإاقتراع. يتم حساب التقييمات باستخدام نظام النسبة المئوية أو النقاط. يعتمد هذا على عدد مشاهدي الحلقة مقسومًا على حجم السوق. أخيرًا، يتم نشر الأرقام على موقع الويب الخاص بشركة الأبحاث. يتم إنتاج نسخة ورقية أيضًا.
لا توجد أي طرق تفسير نسب التصنيف هذه. بالنسبة للمعجبين، فإن الدراما ذات النسبة الأعلى هي «الفائز» هذا الأسبوع. يستخدم المتابعون هذه الأرقام لتحديد الأعمال الدرامية التي يجب مشاهدتها خلال الفترة المتبقية من الموسم. على الرغم من هذا التفسير البسيط، هناك عامل أو أكثر يمكن أن يلعب دورًا يفسر سبب حصول بعض الأعمال الدرامية على نقاط مئوية أعلى من غيرها. على سبيل المثال، تحصل الأعمال الدرامية المسائية على تقييمات أفضل من تلك التي يتم بثها في الصباح وبعد الظهر.
على الرغم من أن حجم الإرسال هو نفسه تقريبًا في الصباح وبعد الظهر والمساء، إلا أن الأمسيات تجذب أعدادًا أكبر لأن معظم المشاهدين يعملون أثناء النهار، وبالتالي يقل عدد الأشخاص الذين يشاهدون التلفزيون في المنزل. ومع ذلك، هناك بعض الاستثناءات: على سبيل المثال، حصلت دراما هيئة الإذاعة والتلفزيون اليابانية أسادورا أوشين على متوسط نسبة تقييم بلغت 52.6٪ ، وهو رقم سيكون جيدًا للغاية بالنسبة للدراما المسائية ولكنه أكثر استثنائية بالنسبة للدراما التي يتم بثها في الصباح ستة أيام في الأسبوع.
في الأخير، تلعب نسبة التصنيف دورًا كبيرًا في نجاح فنان الدراما. حيث يستخدم منتجوا التلفزيون أرقام أعمال الفنان السابقة لتحديد ما إذا كان ناجحًا في التسويق أم لا. إذا كانت التقييمات التي تم الحصول عليها من خلال العمل السابق جيدة، فسيكون قادرًا على تلقي عروض لتمثيل دور البطولة في الأعمال الدرامية التي يتم كتابتها وإنتاجها بشكل أفضل. وبالمثل، إذا كانت التصنيفات التي رسمها العمل السابق للفنان جيدة، بعض الفنانين يبنون حياتهم المهنية كممثل غنائي.

#### صيغة للتصنيفات الجيدة
في الأعمال الدرامية المسائية، يتم اختيار أعضاء فريق التمثيل بعناية ويميلون إلى أن يكونوا ممثلين مشهورين المولوعين جدًا بالجماهير. غالبًا ما يؤثر اختيار أعضاء فريق العمل على تصنيف جمهور الدراما، كما أن جلب الفنانين المناسبين من الذكور والإناث مهم بالخصوص في دراما رينزوكو ريناي (الرومانسية أو الحب). لا يتمتع أعضاء فريق التمثيل في الأعمال الدرامية التي تعرض صباحا وبعد الظهر بشعبية كتلك التي يتمتع بها ممثلوا الدراما المسائية، كما توضح التقييمات، ولكن يمكن للممثلين الجيدين إكتساب شعبية بمرور الوقت.

## روابط خارجية
- الهيئة القومية اليابانية للسياحة
  - JDorama.com نسخة محفوظة 21 أكتوبر 2007 على موقع واي باك مشين.—قاعدة بيانات كبيرة من الأعمال الدرامية اليابانية، وحسابات الممثلين والجداول الموسمية.
  - Video Research Ltd.—تقييمات البرامج التلفزيونية الأسبوعية (باليابانية).
  - Japanese Dorama Database—أول قاعدة بيانات دوراما باللغة الإنجليزية على الإنترنت.

فنون يابانية